# Гргечке
Гргечке (Perciformes) су најобимнији ред кичмењака, са преко 7.000 савремених врста риба. Могу се наћи у скоро свим воденим стаништима. Познати представници гргечки су сунчаница, гргеч, смуђ, балавац, група циклида, баракуда, туна и бас.
Овај ред садржи око 160 породица, што је највише од било ког реда кичмењака. То је уједно и најразноврснији ред кичмењака, у распону од 7-mm (1/4-in) Schindleria brevipinguis до 5-m (16.4&nbsp;ft) марлина у роду Makaira. Први пут су се појавили и диверзификовали у касној креди.
Међу познатим члановима ове групе су смуђ и гргеч (Percidae), морски бас и кирње (Serranidae).

## Таксономија
- Подред 
  -  - кирурзи
  - -{Siganidae Richardson, 1837в
  -  - Мауров Идол
- Подред
- Подред Blennioidei - Бабице
  -  - Слингурке
- Подред 
  - ; морски мишићи
- Подред
- Подред
- Подред
- Подред
- Подред
- Подред 
  -  - Усначе
  -  - Чешљоустке
- Подред
- Подред
- Подред Percoidei - Гргечи
  -  (син. Chandidae)
  -  - Матулчићи
  -  - (нпр. Pterocaesio chrysozona)
  -  - Битнице
  -  - Анђеоске рибе
  -  - Шашавци
  -  - сенке
  -  - вучице
  -  - љускавке
- Подред
- Подред
- Подред
- Подред
- Подред
- Подред
- Подред

## Галерија
- (Gymnocephalus cernuus) балавац
- Lates niloticus, нилски гргеч
- IglunXiphias gladius, Xiphiidae
- Ammodytes dubius, Ammodytidae
- Anarhichas lupus, Anarhichadidae, атлантски сом касатка
- Perca fluviatilis, гргеч
- Dissostichus mawsoni, дивовски антарктички бакалар